# Joseph Kamga
Pour les articles homonymes, voir Kamga.
Joseph Kamga dit le Chat, né le 25 juillet 1957 à Yaoundé est un ancien joueur de football international puis technicien du football camerounais. Il évoluait au poste de milieu de terrain. Il se reconvertit par la suite comme entraîneur et comme banquier. Il est également vice-président du Syndicat National des Footballeurs Camerounais (SYNAFOC).

## Biographie

### Carrière en club
Adolescent, vers 1972, Kamga joue comme gardien de but et par sa souplesse reçoit le surnom de le Chat qui lui reste par la suite même quand il devient « joueur de champ » .
Joseph Kamga joue en faveur du Lion Yaoundé, du Tonnerre Yaoundé, de l'Union Douala, et enfin de l'Unisport Bafang.

### Carrière en équipe nationale
Avec l'équipe du Cameroun, il participe à la Coupe du monde de 1982. Lors du mondial organisé en Espagne, il ne joue aucun match.
Il participe également à une Coupe d'Afrique des nations avec le Cameroun.

### Carrière d'entraîneur
Après avoir été entraîneur-joueur de l'Unisport Bafang, il dirige l'équipe de l'Union Douala. Avec ce club club il occupe ensuite la fonction de « Directeur Sportif ».

## Palmarès
- Vainqueur de la Coupe d'Afrique des vainqueurs de coupe en 1981 avec l'Union Douala[2]
- Vainqueur de la Coupe du Cameroun en 1980 avec l'Union Douala[1]
- Finaliste de la Supercoupe d'Afrique en 1982 avec l'Union Douala